# René Hostache
Pour les articles homonymes, voir Hostache.
René Hostache, né le 27 juillet 1925 à Aix-en-Provence (Bouches-du-Rhône) et mort le 9 juin 2000 à Aix-en-Provence (Bouches-du-Rhône), est un homme politique français.

## Biographie

### Jeunesse et études
René Louis Hostache naît le 27 juillet 1925 à Aix-en-Provence. Son père, André Hostache, est chef de service à Électricité de France. René Hostache suit ses études secondaires au collège catholique de sa ville. Il entame une licence de droit à l'université d'Aix, et continue ses études de droit à l'université de Paris. 
Il obtient un doctorat en droit en 1956, pour une thèse sur l'histoire de la résistance. Elle est publiée deux ans plus tard sous le titre de Le Conseil National de la Résistance, les institutions de la clandestinité, aux Presses universitaires de France. Charles de Gaulle lui envoie une lettre où il lui écrit : « Je crois bien que tout y est. J’ajoute que c’est traité de la manière la plus objective. J’ajoute aussi que c’est traité de bonne manière. Ce sujet extrêmement difficile, vous l’avez traité comme il faut… ».

### Parcours professionnel
Entre 1950 et 1952, il est avocat au barreau d’Aix-en-Provence. Il devient ensuite chef de contentieux d’Électricité de France à Marseille, puis au siège parisien. 
Après avoir arrêté la politique, il devient chef du service régional des relations publiques EDF-GDF de Marseille en 1972, poste qu'il conserve jusqu'en 1985. 

### Parcours politique
En 1958, il est élu député UNR des Bouches-du-Rhône, 9e circ.. Il conserve son siège jusqu'en 1962.
Il est conseiller technique au cabinet d’Alain Peyrefitte, ministre de l’Information, à partir de cette date. Il conserve ce poste auprès de Peyrefitte jusqu'en 1967. Il devient ensuite membre du cabinet de Joseph Comiti, secrétaire d’État à la Jeunesse et aux Sports (1968).
Il est membre de la section des économies régionales du Conseil économique et social entre 1964 et 1966, puis de la section de la production industrielle de l’énergie jusqu'en 1968. 

### Décoration et titres
Chevalier de la Légion d’honneur et de l’ordre national du Mérite, Croix du Combattant volontaire de la Résistance.
Il est membre de l'Académie des sciences, agriculture, arts et belles lettres d'Aix.
Il est délégué départemental de l’Association des anciens de l'Organisation de résistance de l'armée, Membre du conseil scientifique de la fondation Charles de Gaulle, Président (1986-89), Membre du bureau de l’Association des amis du festival d’Aix-en-Provence, Président régional et Vice-président national de l’Association des docteurs en droit.

## Détail des fonctions et des mandats

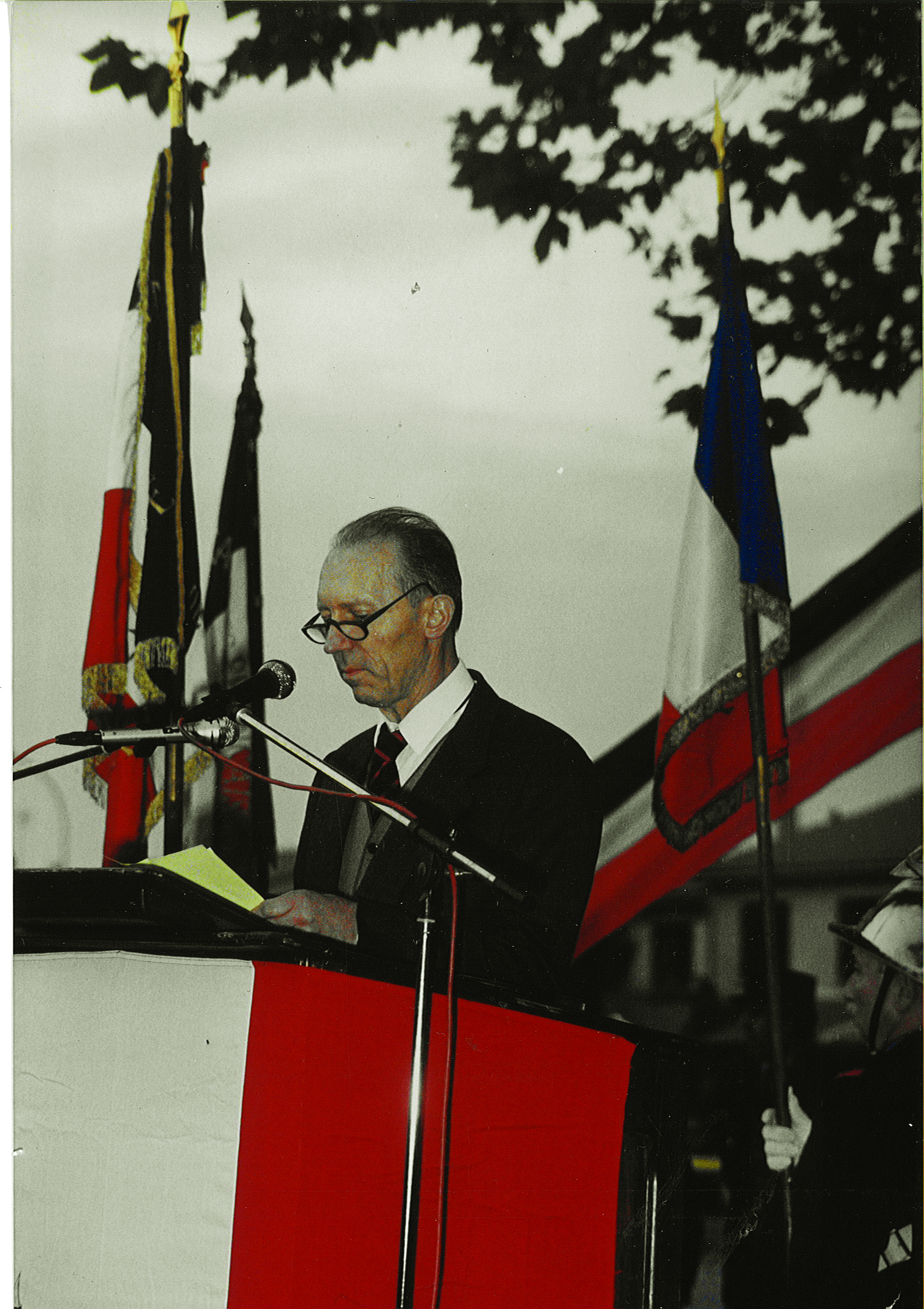
René Hostache

Mandat parlementaire
- 30 novembre 1958 - 9 octobre 1962 : Député de la 9e circonscription des Bouches-du-Rhône

## Publications
- Le Conseil National de la Résistance - Les institutions de la clandestinité, publié en 1958 aux éditions Presses Universitaires de France. Sa thèse obtiendra la mention Très Honorable et fut primée par la faculté de droit de Paris, la Fondation des Sciences Politiques et le Centre National de la recherche scientifique.
- De Gaulle 1944 - Victoire de la Légitimité, publié en 1978 aux éditions Plon. Dans l'introduction de son livre, René Hostache écrit : "Nous verrons ainsi comment, grâce à l'action de la Résistance, Charles de Gaulle, tout en assurant outre-mer la présence de la France dans le concert international et la participation, modeste mais souvent glorieuse, de ses armées à la victoire, préparait la prise du pouvoir politique, écartant de ce fait toutes les autres solutions théoriquement possibles, qu'il s'agisse du succédané du gouvernement de Vichy que Laval voulu susciter, d'une administration directe - jusqu'à une consultation électorale - par des officiers alliés, à laquelle Roosevelt avait songé, ou encore de la formation d'un gouvernement à direction communiste."
- De Gaulle, Jean Moulin et la création du CNR, publié en 1989 aux éditions La Bruyère